# Sárkányok tánca
A Sárkányok tánca (angolul: A Dance with Dragons) George R. R. Martin A tűz és jég dala regényciklusának ötödik kötete, amely 2011-ben jelent meg New Yorkban, és 2012-ben Magyarországon. World Fantasy Díjra jelölték 2012 novemberében. A tervezett negyedik könyv (Varjak lakomája) túl hosszú lett, ezért Martin kettébontotta, és a szálak egy részét a Varjak lakomájában vitte tovább, a másik részét pedig ebben (Sárkányok tánca).

## A történet
A történet két kontinensen, Westeroson és Essoson játszódik és több szálon fut. A westerosi Hét Királyság északi részén főként Havas Jon, Tengerjáró Davos és Theon Greyjoy szemével követhetjük az eseményeket. A Falon túl Bran Stark és társai útjáról olvashatunk. A birodalom déli részén újra találkozhatunk Jaime és Cersei Lannisterrel, valamint a dorne-i Martell-ház tagjaival, akiknek a történetét a Varjak lakomájában félbehagytuk.
A Keskeny-tenger túloldalán, Essos kontinensén Arya Stark folytatja tanulását a Fekete és Fehér Házában Braavosban. Tyrion Lannister, az Ördögfióka váratlan kitérőkkel teli útra indul. Meereenben Daenerys Targaryen-t minden oldalról szorongatják ellenségei. Volantisban és a tengeren pedig hozzá tartanak westerosi kérői is... A könyv során egy rég elfeledett és halottnak hitt személy készül arra társaival, hogy elfoglalja azt, mi jog szerint őt illeti.
|  | Alább a cselekmény részletei következnek! |

### Északon
Havas Jont, az Éjjeli Őrség parancsnokát minden oldalról szorongatják. Jon próbálja felkészíteni az Őrséget a télre és a Mások elleni háborúra. Stannis Baratheon még több földet és várat akar, hogy zászlóhordozó urainak adja. Mance Rayder fogoly a Fekete Várban, ám a Falon túl több ezer vad található, legtöbbjük Óriásvész Tormund vezetésével. Jon a vadakat át akarja engedni a Falon, hogy segítsék az Éjjeli Őrséget a közelgő háborúban és védjék a Falat, ám így több testvér támogatását elveszti. Az átengedetteket letelepíti az Adomány területén. Jon Janos Slynt lefejezésével rendet próbál teremteni. Melisandre felajánlja segítségét és Jon bizalmát kéri. Megégeti Mance Raydert, ám később kiderül, hogy Zörgővértet ölte meg, Mance-et pedig Zörgővértnek álcázta. Mance-et elküldi lándzsaasszonyaival, hogy mentse meg Ramsay Bolton karmaiból Jon húgát, Aryát. Ugyanis Melisandre látomásában egy szürke lányt látott közeledni, egy haldokló lovon, akit Arya Starknak vélt. Később meg is érkezik a vízióban látott nő, ám kiderül, hogy ő valójában Alys Karstark, aki figyelmezteti Jon-t, hogy Stannis a halálba menetel, ugyanis a Boltonok megnyerték maguknak a Karstarkokat, akik ahelyett, hogy támogatnák, hátbatámadják Stannis seregét.
Jon javaslatára Stannis Baratheon a hegyi klánok támogatását megnyeri magának. Seregével Erdőmélye ellen vonul, amit el is foglal és elfogja Asha Greyjoy-t. Majd elindulnak és a hóviharban Deres felé menetelnek, hogy elfoglalják és legyőzzék a Boltonokat. Ám nagyon lassan haladnak, ugyanis elkezd esni a hó, tél megérkezett.
Tengerjáró Davos Fehérrévbe ment tárgyalni Lord Wyman Manderly segítségnyújtásának reményében. Davos észreveszi, hogy az udvar Freyekkel van tele, akik azt állítják, hogy Manderly idősebbik fiát Robb Stark ölte meg a Vörös Nászon. Davost börtönbe vetik, ám később Lord Manderly elé vezetik, ahol kiderül, hogy valójában a nagyúr keze is meg van kötve. Davos találkozik Wexszel, aki egykor Theon Greyjoy fegyverhordozója volt, ám a fiú néma. Rajzai alapján, kiderül, hogy Deresben nem Bran és Rickon Starkot ölték meg, ők még életben vannak. Lord Wyman felajánlja hűségét Stannis királynak, de csak akkor, ha Davos elmegy Skagos szigetére, hogy elhozza Rickon Starkot, mint Deres igazi urát.
Eközben Bűzös Ramsay Bolton szolgájaként és a Vas-szigetek örököseként megnyitja a Cailin-árkot, és a délről érkező sereg Roose Bolton vezetésével és a Freyekkel átkel rajta. Velük érkezik Arya Stark is, akit Ramsay Bolton elvesz feleségül, így ő lesz Deres ura. Theon felismeri Aryaban Jeyne Poole-t, így tudja, hogy a házasság érvénytelen. Ám Roose Bolton felhasználja Bűzöst, hogy hitelesítse az északi urak előtt Arya kilétét. Theon, Ramsaytól való félelmében és újabb kínzásoktól tartva, eleget tesz a kérésnek. Deresben Abel, a bárd és a mosónők különös érdeklődést mutatnak Theon iránt (ők valójában Mance Rayder és a lándzsaasszonyai). Segítik megszöktetni Theont és Jeyne-t, akik végül elérnek Stannis táborába és Theon találkozik nővérével, Ashaval.
Jon megbízza Cotter Pyke-ot a Keleti Őrségben, hogy hajókkal szállítsa át a rideghoni vadakat a Fal déli oldalára. A küldetés azonban nem sok sikerrel kecsegtet. A vadak rabszolga-kereskedőnek hiszik a fekete testvéreket (lásd Aryat lentebb, a "Keskeny tengeren túl" rész), viharos a tenger, élőholtak a vízben és a szárazföldön...
Havas Jon elküldi Valt a Falon túlra, hogy keresse meg Óriásvész Tormundot és bírja rá, hogy ő és a vadak jöjjenek át a Falon és segítsék az Éjjeli Őrséget. Tormund megérkezik, Jon és ő szövetséget kötnek, a vadakat letelepítik a Fal váraiban. Jon levelet kap Ramsay Boltontól, melyben azt írja, hogy Stannis király és serege halott. Kiderül, hogy Mance Raydert is elfogták és Jon hazugságának bizonyítékaként Észak szeme elé akarja tárni. Ramsay követeli ezenkívül Stannis életben maradt társait, családját, a vad hercegnőt és fiát, valamint Bűzöst és Ramsay feleségét. Ebből következtethetünk, hogy ők ketten valószínűleg megmenekültek.
A Falon túl Bran Stark folytatja útját Meera és Jojen Reed, Hodor és a rejtélyes Hidegkéz társaságában. Az út hosszú és hideg, az éhség kínozza őket. Bran sok időt tölt Nyár bőrében és az ő szájával próbálja kielégíteni éhségét. Végül elérik a háromszemű varjú barlangját, ám a bejáratnál élőholtak támadnak rájuk. Harcra kerül sor, Bran Hodor bőrébe bújva küzd. Bran végül a barlangban ébred fel. A barlangba sem élőholtak, sem Hidegkéz nem jöhetett be. Branék találkoznak az Erdő Gyermekeivel, akik még megmaradtak és a háromszemű varjúval is, aki inkább fára hasonlít, mintsem madárra vagy emberre. Brynden oktatja Bran-t a zöldlátásra, és varg-képességeit is igyekszik kiaknázni. Bran eljut a deresi istenerdőbe, ahol látja apját, szól hozzá, de ő csak a szél és a falevelek hangját hallja meg. A varjú elmagyarázza, hogy a varsafák segítségével Bran a múltba nézhet. Bran felfedezi a barlangot Hodor bőrében.
Lehetséges, hogy Bran kapcsolatot létesített Theonnal, mikor ő a deresi istenerdőben volt a varsafánál, mielőtt megszökött volna.

### Délen
Jaime Lannister Hollófába megy, a Blackwood-ház várába, ahol Jonos Bracken irányítja az ostromot. A tárgyalás során Lord Blackwood is térdet hajt. A táborban éjjel Tarthi Brienne jön el hozzá, aki kéri, hogy menjen vele, különben a Stark lányt megöli a Véreb. Brienne hazugsága feltételezhetően Kőszív úrnőhöz vezeti majd Jaime-t.
Doran Martell herceg azt hazudja a néhai Oberyn herceg leányainak Arianne hercegnő királynőcsináló kísérletéről, hogy Ser Arys Oakheart-ot megölte Ser Gerold Dayne és Myrcella hercegnőt is megsebesítette. Ser Balon Swann elhozza az udvarba Ser Gregor Clegane fejét és Cersei királynő parancsát, miszerint Myrcella és jegyese, Trystane herceg térjen vissza vele Királyvárba. Doran maga helyett Homok Nym-et küldi a kistanácsba, és Homok Tyene-t a Fősepton közelébe, hogy legyenek szemei és fülei a királyi udvarban.
Cersei Lannister a Hit és a Fősepton foglya. Kevan Lannister meglátogatja, aki elmondja neki a Dorne-ban történteket. Cersei hosszú idő után bevallja bűneit. Büntetésképp meztelenül, megalázva végig kell vonulnia az úton a Vörös Toronyig. Küzdelem általi ítéletet követel, és bajnoka személyét illetően Qyburn segítségét kéri. A mester végül bajnokának és a Királyi Testőrség új tagjának egy hatalmas embert, Ser Erős Robertet választja.
Kevan Lannistert Cersei-jel és Tommennel való vacsorája után a Nagymester a szobájába kéreti. A szobában egy fehér hollót talál – mely a Fellegvárból érkezett a tél elérkeztét jelezve – és Pycelle nagymestert holtan. Hirtelen nyílvesszőt kap a mellkasába és Varys-szal találja szemben magát. A Pók elmondja, hogy nem hagyhatta, hogy Kevan kibékítse Égikertet és Casterly-hegyet, sem azt, hogy Tommenhez kösse a Hitet és a Hét Királyságot egyesítse. A halála után ugyanis újabb viszály tör ki a Lannisterek és a Tyrellek és talán a dorne-iak közt, és ez az anarchia kedvez annak, hogy a visszatért Aegon Targaryen visszavegye trónját...

### A Keskeny-tengeren túl
Daenerys Targaryent, Meereen királynőjét minden oldalról szorongatják ellenségei. Meereen titkos földalatti szervezete, a Hárpia Fiai sorra gyilkolják felszabadítottjait és embereit. Sok meereen-i neheztel rá az új rend miatt, a szomszédos városokban fegyveres támadásra készülnek, mivel Dany felszámolta a rabszolgakereskedelmet. Ám még gyermekeire sem számíthat, sárkányai embereket ölnek, megszelídíthetetlenek, ezért egy verembe zárja őket (Viseriont és Rhaegalt, Drogon elszökött). Meglátogatja őt Quaithe és rejtélyes figyelmeztetést ad neki.
Halld szavaimat, Daenerys Targaryen. Az üveggyertyák égnek. Nemsokára megérkezik a fakó kanca, és utána a többiek. Kraken és sötét láng, oroszlán és griff, a nap fia és a komédiás sárkánya. Egyikben se bízz! Emlékezz a Halhatatlanokra!
Az oroszlán, Tyrion Lannister megérkezik Pentosba Varys, a Pók segítségével. Illyrio Mopatis a vendéglátója, aki Daenerys Targaryen támogatója. Tyrion felajánlja szolgálatait, társakat is kap maga mellé, akik ugyancsak el akarnak jutni az ezüstkirálynőhöz. Griff és Ifjú Griff, Félmester Haldon és Kacsamezei Rolly társaságában hajón elindulnak a Rhoyne-on Volantis felé. Útközben Tyrion észreveszi, hogy Haldon oktatja Ifjú Grifft, aki már így is nagy tudással rendelkezik. Rájön, hogy az ifjú valójában Aegon Targaryen lehet, ugyanis Griffben felismerte a Király egykori Segítőjét, Lord Jon Conningtont. Miközben a Bánaton hajóznak, kőemberek támadnak rájuk (szürkehám által fertőzött emberek, a hajósok félnek tőlük), Tyriont belerántják a vízbe, ám Connington kimenti. Tyrion Volantisban találkozik Krajcárral, a törpelánnyal, aki egyike azoknak a törpéknek, akik Joffrey király menyegzőjén léptek fel Királyvárban. Kiderül, hogy bátyját megölték, mivel Tyrionnak vélték és elvitték Cerseinek Westerosra. Tyrion elfogja egy bordélyházban Ser Jorah Mormont, és Meereenbe szándékozik vinni.
Connington és Aegon herceg nem indulnak el végül kelet felé. Úgy döntenek, hogy felbérelik az Arany Kompániát, ami kizárólag westerosi száműzöttekből áll. Aegon Tyrion tanácsára Westerosra vezetné a sereget, hogy előkészítsék Daenerys érkezését. Aegon is Daenerys kezére vágyik, és segítségnyújtásáért cserébe reméli azt. Átkelnek a Keskeny-tengeren és először visszafoglalják a Connington-ház székhelyét, Griff-fészket. Jon Connington felfedezi, hogy a Bánaton a kőemberek támadásakor ő is fertőzött lett a szürkehámmal és valószínűleg meg fog halni, ám eltökéli, csak akkor kerülhet sor erre, mikor Aegon herceget sikerült a Vastrónra ültetni és kiirtani a Bitorló vérvonalát. Majd Viharvég ostromára készülnek, melyet Aegon herceg maga szeretne vezetni.
Tyrionék szereznek hajót egy rejtélyes nő segítségével, ám a hajóúton rabszolgakereskedők támadják meg őket. Meereenhez viszik, majd áruba bocsátják őket. Megveszi mindhármukat Yezzan zo Quaggaz nagy hatalmú yunkai nemes. Ám az úr meghal a fakó kancának nevezett járványban, Tyrionék megszöknek, és a Második Fiak zsoldoscsapat kapitánya elé, a westerosi származású Barna Ben Plumm elé kerülnek.
A kraken, Victarion Greyjoy a megmaradt Vasflotta élén Meereen felé tart. A birtokában van Varjúszemű Euron sárkánykürtje, bár nem tudni mire szándékozik használni. A tengeren egy vörös pappal találkozik, akit Moqorronak hívnak (aki utoljára még Tyrionék hajóján volt kísérőként, ám a vízbe esett, mikor a rabszolgakereskedők megtámadták őket). Moqorro át akarja téríteni a kapitányt R'hllor hitére, hatalmát bizonyítja is. Victarion emberei a papot Sötét Láng-nak hívják, aki elmondja, hogy tudja hogy kell a pokolkürtöt biztonságosan használni.
A nap fia, Quentyn Martell is útban van kelet felé. A Szélfútta zsoldoscsapattal utaznak, majd parancsra köpönyeget fordítanak és Meereenbe mennek. Daenerys királynő előtt Quentyn egy pergament mutat fel, mely egy házassági szerződés Arianne Martell és Viserys Targaryen között. Ennek jogán kéri, hogy a királynő a felesége legyen. Dany visszautasítja az ajánlatot, egy már megkötött házassági szerződés miatt... Quentynt és társait azonban vendégként tisztelik. Quentyn kísérletet tesz a két sárkány, Viserion és Rhaegal megszerzésére és megszelídítésére, ám súlyos égési sérüléseket szerez, amibe belehal.
Quaithe szimbolikája szerint a fakó kanca nem egy ló, hanem a járvány (a vérhashoz hasonló tünetekkel, csak emberről emberre is terjed), mely Astaporból érkezett és egyre több áldozatot követel. Veszélyt jelent már a yunkai seregre és Meereenre is. Dany, hogy lecsillapítsa ellenségeit, érdekből hozzámegy Hizdahr zo Loraqh-hoz, meereeni nemeshez, bár titokban Daario Naharishoz vonzódik. Ez tűzszünetet eredményez Meereen és ellenségei (Volantis, Yunkai, Qarth...) között, valamint a Hárpia Fiai is felhagytak a gyilkolással. A városban újra megnyílnak a küzdővermek. Dany menyegzői rabszolga-viadalán (ahol Tyrion és Krajcár is "fellépnek") felmerül a gyanú, hogy valaki meg akarta mérgezni Danyt, ám a mérgezett sáskákat végül Erős Belwas ette meg. Hirtelen megjelenik Drogon a veremben, kitör a káosz, a sárkány megéget pár embert és Danyvel a hátán elrepül. A felfordulás során eltapossák Yunkhaz mo Yunzak-ot, a yunkaik fővezérét. Ezután Hizdahr Meereen királyaként eltávolítja Dany régi embereit maga mellől, Tarfejű Skahaz-t, Missandeit, Irri-t, Jhiqui-t, Ser Barristan-t, a Makulátlanokat pedig a barakkjaikba küldi vissza. Tarfejű találkozóra hívja Barristan-t. Elmondja, hogy Hizdahr süteménykészítőjét megfenyegették, hogy ölje meg a királynőt és feltételezi, hogy Hizdahr a Hárpia. Skahaz ráveszi Selmy-t, hogy beszéljen Szürke Féreggel, ugyanis támadást kell indítaniuk a yunkaiak ellen, mielőtt Volantis flottája megérkezik. A yunkaii táborban a fakó kanca lovagol és nem számítanak támadásra, ám Barristan nem hajlandó elsőként megszegni a békét. Barristan-ben felmerül a gyanú, hogy a mérgezett sáskákat igazából Hizdahr-nak szánta Quentyn Martell. Ám Barristan megbizonyosodik, hogy nem a fiú tette és azt tanácsolja a dorne-iaknak, hogy mielőbb hagyják el a várost.
Quentyn azonban felbéreli a Szélfúttákat, ám a Rongyos Herceg megbízhatatlannak tartja, de Pentos fejében segít neki egy sárkány elrablásában (Quentyn azt hiszi Targaryen vére felhatalmazza erre). Ám a herceg súlyos égési sérüléseket szerez, amibe belehal. A sárkányok kiszabadulnak, és Meereen piramisain raknak fészket. Yunkai Bölcs Mesterei érkeznek Meereen-be és Groleo admirális fejét hozzák Yunkhaz halálának fizetségeképp, ám a többi foglyot megtartják (Jhogo, Daario, Makulátlan Hős). Hizdahr döbbenten áll az események előtt, ám Barristan és Tarfejű úgy hiszik, az egész csak színjáték. Hizdahr tétovázik egy ideig, ám végezni akar a sárkányokkal és kinyitni a kapukat a királynő ellenségeinek. Barristan letartóztatja Hizdahr-t, meggyanúsítva gyilkossági kísérletével. Barristan a Királynő Segítője lesz, akinek távollétében egy tanács uralkodik Meereen-ben. Miközben Selmy haditervet kovácsol tanácsával, a Zöld Kegy a yunkai-akkal tárgyal a többi fogoly visszaszolgáltatásáról. Ám a yunkai-k minden kérelmet visszautasítanak, a sárkányok vérét akarják. Tetemeket katapultálnak be a városba, a háború elkezdődik.
Drogon a Dothraki-tenger déli részén verte fel fészkét. Dany vissza akar jutni Meereenbe, hogy követi a folyó vonalát, ám szembe találja magát Khal Jhaqo-val és khalasarjával.
Braavosban Arya folytatja tanulását a Fekete és Fehér Házában. Egy varg álom után, melyben Nymeria volt, vak kislányként ébred, de rájön, hogy ez is része a képzésének, boldogulnia kell a másik négy érzékével. Új nevet is felvesz: Beth. Új dologként beszámol a kedves embernek, hogy tudja, honnan jönnek a rabszolgák: Rideghonból, ugyanis lysi hajók érkeztek oda látszólag azzal a szándékkal, hogy meleg helyre vigyék a vadakat, ám mikor azok a fedélzetre értek, megkötözték és a fenékbe zárták őket. Dareon megölése kapcsán a kedves ember elmondja neki, hogy ők csupán a halál eszközei, nem a halál, a Sokarcú Isten jelöli meg, kinek kell meghalni, ők nem dönthetnek erről. Varg-ként a macskák bőrébe tud bújni, és a macskák szemével szerzett ismereteivel lenyűgözi a kedves embert, s ezután visszakapja látását. Mivel a kiképzés ezt a részét teljesítette, új arcot kap a titkos kamrában, ahová eddig csak a papok léphettek be. A kamrában a falakon azoknak az embereknek az arca van, akik meghaltak a Fekete és Fehér Házában. Új arcával feladatot kap, miszerint meg kell ölnie első áldozatát. Sikeresen teljesíti azt, a kedves ember ezután Izembaróba küldi első tanoncidőszakára.
|  | Itt a vége a cselekmény részletezésének! |

## Szereplők

### Főbb szereplők
A regény egyes szám harmadik személyben íródott. Három szereplőt ismétel a leggyakrabban Martin:
- Havas Jon, az Éjjeli Őrség ifjú parancsnoka, Eddard Stark fattyú fia, rémfarkasa Szellem (13 fejezet)
- Daenerys Targaryen, a Viharbanszületett, a Tűzjáró, Meereen királynője, az andalok, a rhoyne-iak és az Elsők királynője, a Nagy Fűtenger khaleesije, a Sárkányok Anyja, Bilincsek Letörője (10 fejezet)
- Tyrion Lannister, az Ördögfióka, üldözött rokongyilkos, Lord Tywin Lannister fia, törpe (12 fejezet)

### Egyéb szereplők
Ezenkívül tizenöt látószögből tekinthetjük át a történetet. A szereplők neve mellett a fejezeteik száma látható.
| - Varamyr, bőrváltó, a Hatbőrű (prológus) - Quentyn Martell, a dorne-i Doran Martell herceg fia, "a kereskedő szolgája", Szélfútta, Daenerys királynő kérője, útban Meereen felé(4) - Victarion Greyjoy, a Vaskapitány, Balon Greyjoy egyik fivére, Daenerys királynő kérője, útban Meereen felé a tengeren (2) - Asha Greyjoy, a Kraken Lánya, a Fekete Szél kapitánya, Balon Greyjoy egyetlen leánygyermeke, Erdőmélye úrnője (3) - Theon Greyjoy, más néven Bűzös, Balon Greyjoy egyetlen élő fia, a Vas-szigetek örököse, a néhai Eddard Stark nevelt fia, Deres Hercege (7) - Ser Tengerjáró Davos, a Hagymalovag, egykori csempész, Stannis Baratheon bizalmasa, a Király Segítője, Záporerdő ura, a Keskeny-tenger admirálisa (4) - Jon Connington, más néven Griff, II. Aerys király idejében a Király Segítője, a Griff-fészek ura, száműzött és elveszett nagyúr, halottnak hiszik (2) - Ser Barristan Selmy, a westerosi Királyi Testőrség egykori parancsnoka, a Királynő Segítője és testőre Meereen-ben (4) | - Brandon Stark, a deresi Eddard Stark második fia, zöldlátó és bőrváltó (3) - Arya Stark, más néven Arry, Nan, Menyét, Galamb, Sócska, a Csatornák Macskája, Vak Beth, eredetileg a deresi Eddard Stark második leánya, novícia a Fekete és Fehér Házában (3) - Jaime Lannister, a Királyölő, a Királyi Testőrség parancsnoka, Cersei ikertestvére (1) - Cersei Lannister, Régenskirályné, Tommen Baratheon király anyja, a Hit foglya (2) - Melisandre, a Vörös Asszony, R'hllor-nak, a Fény Urának a papnője (1) - Areo Hotah, az Őrző, Doran Martell dorne-i herceg őrségének kapitánya (1) - Kevan Lannister, Lord Tywin Lannister testvére, Tommen király régense (epilógus) |

## Kritika
A The Atlantic-ban Rachael Brown azt írta a könyvről, hogy sokkal kielégítőbb, mint elődje, a Varjak lakomája.
Remy Verhoeve (The Huffington Post) szerint a könyvnek ugyanazok a strukturális problémái, mint az előzőnek, de legalább a szereplők sokkal érdekesebbek.
David Orr a The New York Times-ban azon a véleményen volt, hogy a könyv túl hosszú, és ez a hosszúság árt Martin prózájának.
Egy magyar blogszerző véleménye ezekhez hasonló: A Sárkányok tánca sokkal összeszedettebb, szerkezetileg egységesebb, olvasmányosabb és jobb, bár az első három könyv színvonalát nem éri el.

## Magyarul
- Sárkányok tánca. A Tűz és jég dala ciklus ötödik kötete; ford. Novák Gábor; Alexandra, Pécs, 2012
- Sárkányok tánca. A Tűz és jég dala ciklus ötödik kötete; ford. Novák Gábor; 3. jav. kiad.; Alexandra, Pécs, 2014

## Filmfeldolgozás
Az HBO gondozásában 2011-ben képernyőre került a regényciklus első könyve alapján készült sorozat, Trónok harca címen. A sikereken felbuzdulva elkészítették a sorozat második évadát, mely a Királyok csatája történéseit dolgozza fel. Amerikában 2012. április 1-jén indult a második évad, míg Magyarországon egy nappal az amerikai premier után, 2012. április 2-án. Már a sorozat harmadik és negyedik évadát is elkészítették.

## Fordítás
- Ez a szócikk részben vagy egészben  az   A Dance with Dragons című angol Wikipédia-szócikk ezen változatának fordításán alapul.  Az eredeti cikk szerkesztőit annak laptörténete sorolja fel. Ez a jelzés csupán a megfogalmazás eredetét és a szerzői jogokat jelzi, nem szolgál a cikkben szereplő információk forrásmegjelöléseként.